# Отрадни
Отрадни (рус. Отрадный) град је у Русији у Самарској области. Према попису становништва из 2010. у граду је живело 48.359 становника.

## Становништво
Према прелиминарним подацима са пописа, у граду је 2010. живело 48.359 становника, 1.689 (3,37%) мање него 2002.
| 1959.  | 1970.  | 1979.  | 1989.  | 2002.  | 2010.  |
| ------ | ------ | ------ | ------ | ------ | ------ |
| 27.889 | 44.426 | 45.246 | 48.767 | 50.048 | 48.356 |